# Первая Вашингтонская конференция
Первая Вашингтонская конференция — конференция проведённая в период с 22 декабря 1941 года по 14 января 1942 года, имевшая кодовое название «Аркадия».
Конференция состоялась после поражения немецких войск под Москвой и вступления в войну США и Японии. Была посвящена разработке совместной англо-американской стратегии в войне против фашистского блока на 1942—1943 годы. В решениях конференции Германия была признана главным противником, а районы Атлантики и Европы — решающими театрами военных действий. Была достигнута договорённость о создании высшего военного органа США и Великобритании — Объединённого комитета начальников штабов с местопребыванием в Вашингтоне. Военные планы, обсуждавшиеся на конференции, исключали возможность открытия второго фронта в Европе в 1942 году. Её участники ориентировались на затяжную войну и не предусматривали в 1942 году активных военных действий на Европейском театре, перекладывая всю тяжесть войны на Советский Союз.
В период проведения конференции подписана согласованная с СССР «Декларация 26 государств 1942 г.», по которой «объединенные нации» обязались общими силами бороться против фашистских государств и не заключать с ними сепаратного мира или перемирия.
От Великобритании участвовали: Сэр Альфред Дадли Пикмэн Роджерс Паунд, Сэр Джон Грир Дилл, Артур Харрис и другие офицеры.